# La condesa Alexandra
La condesa Alexandra (en versión original, Knight Without Armour) es una película dramática histórica británica de 1937 protagonizada por Marlene Dietrich y Robert Donat. Fue dirigida por Jacques Feyder y producida por Alexander Korda a partir de un guion de Lajos Bíró adaptado por Frances Marion de la novela Knight without armour de 1933 de James Hilton. La novela fue publicada en Estados Unidos como Without Armour. La partitura musical fue de Miklós Rózsa, la primera para una película, utilizando música adicional de Tchaikovsky.

## Argumento
El inglés AJ Fothergill (Robert Donat) es reclutado por el coronel Forrester (Laurence Hanray) para espiar a Rusia para el gobierno británico porque habla el idioma con fluidez. Como "Peter Ouranoff", se infiltra en un grupo revolucionario liderado por Axelstein (Basil Gill). Los radicales intentan hacer estallar al general Gregor Vladinoff (Herbert Lomas), el padre de Alexandra (Marlene Dietrich). Cuando el intento falla, el posible asesino recibe un disparo, pero logra llegar al apartamento de Peter, donde muere. Por su implicación involuntaria, Peter es enviado a Siberia.
La Primera Guerra Mundial deja viuda a Alexandra y lleva a los bolcheviques al poder, liberando a Peter y Axelstein. Cuando estalla la Guerra Civil Rusa, Alexandra es arrestada por ser aristócrata, y el ahora comisario Axelstein asigna a Peter para que la lleve a Petrogrado para ser juzgada. Sin embargo, Peter la lleva a la seguridad del Ejército Blanco. Su alivio dura poco; el Ejército Rojo derrota al Blanco al día siguiente y Alexandra es llevada cautiva una vez más. Peter le roba un encargo como comisario de prisiones a un funcionario borracho y utiliza el documento para liberarla. Los dos, ahora profundamente enamorados, huyen al bosque de la finca de Alexandra, donde disfrutan de un breve idilio. Más tarde toman un tren.
En una estación de tren, se hacen pasar por hermano y hermana, pero un funcionario comunista tiene una fotografía de la condesa. Un joven y sensible comisario Poushkoff (John Clements), fascinado por la belleza de Alexandra, trae a un viejo jardinero de la finca de su padre quien, avisado por Poushkoff, jura que ella no es la condesa. Deben ir a Samara para confirmar su identidad y Poushkoff se encarga de escoltarlos. En el tren, la primera noche, sus sospechas se confirman cuando ve a Peter besarle la mano con ternura. El discurso articulado, los buenos modales y la apariencia inmaculada de Poushkoff sugieren que era un estudiante. Les aconseja que inventen una historia mejor. En el largo viaje, el trío se convierte en buenos amigos, sus conmovedoras conversaciones sobre la vida y la muerte operan en dos niveles. En un momento, le dicen que “entienden” (que está enamorado de Alexandra), y Alexandra dice que conocerlo fue la mayor suerte que han tenido. Profundamente conmovido, él se derrumba, llora y le besa la mano, y ambos lo consuelan. Al detenerse, sugiere en voz baja y de soslayo una salida y se aleja. Peter se pregunta: "¿Qué pasa con el niño?" quiénes podrían sufrir si huyen. Suena un disparo: Poushkoff se ha suicidado para distraerlo.
Los amantes suben a bordo de una barcaza que viaja por el río Volga. Alexandra enferma gravemente. Cuando Peter va a buscar al médico, los White lo arrestan por no tener papeles. Mientras tanto, un médico de un equipo internacional de la Cruz Roja encuentra a Alexandra y la lleva para recibir tratamiento. A punto de ser ejecutado, Peter se escapa. En la estación, un médico de la Cruz Roja, un escocés que cree en su historia, le venda el brazo herido mientras una enfermera lee en voz alta la lista de pasajeros del tren que parte hacia Bucarest. Cuando escucha el nombre de Alexandra, Peter atraviesa la puerta y corre hacia el tren en movimiento, llamándola por su nombre. Se aferra al exterior de los coches. Ella lo escucha, quita la persiana de la ventana al lado de su cama y se acerca a él gritando “¡Aquí!” mientras el tren los lleva a un lugar seguro.

## Reparto
- Marlene Dietrich como Alexandra Adraxine, de soltera Vladinoff
- Robert Donat como AJ Fothergill/"Peter Ouranoff"
- Irene Vanbrugh como duquesa
- Herbert Lomas como el general Gregor Vladinoff
- Austin Trevor como el coronel Adraxine, el marido de Alexandra.
- Basil Gill como Axelstein
- David Tree como Maronin
- John Clements como Poushkoff
- Frederick Culley como Stanfield
- Laurence Hanray como coronel Forester
- Dorice Fordred como la criada
- Franklin Kelsey como Tomsky
- Laurence Baskcomb como comisario
- Hay Petrie como jefe de estación
- Miles Malleson como Comisario Rojo Borracho

## Producción
Según informaba Robert Osborne de Turner Classic Movies, Donat sufrió un ataque severo de asma crónica que le duró una semana durante la producción, lo que hizo que Alexander Korda considerara reemplazarlo. Dietrich lo convenció de que esperara hasta que Donat se recuperara.
En septiembre de 1936, LNER retiró dos locomotoras LNER Clase J15 (números 7541 y 7835) y las vendió a London Film Productions para su uso en esta película. Las locomotoras fueron trasladadas a los estudios Denham, donde se sometieron a modificaciones estéticas para parecer más rusas. Más tarde fueron vendidos al Departamento de Guerra y trabajaron en Shropshire and Montgomeryshire Railway como WD221 y WD212. Durante su servicio de guerra, ambos estuvieron involucrados en incidentes y regresaron a Stratford en 1944 y posteriormente fueron desguazados.
Los decorados fueron diseñados por Lazare Meerson, el renombrado franco-ruso.

## Recepción
El crítico del New York Times, Frank Nugent, elogió la película y aprobó el cambio de título del libro (de Without Armour  a Knight Without Armour), "colocándola en el ámbito de la caballería y la gran aventura". Describió la producción como “una fusión perfecta de varios talentos notables, una combinación tan serena que no podemos estar seguros de cuál división tiene el mayor crédito... Es una película bien narrada: colorida, romántica, melodramática y una primera calificar entretenimiento”. Nugent destacó la interpretación “conmovedora y conmovedora” de Poushkoff del “relativamente recién llegado” John Clements, y predijo que “probablemente escucharemos más sobre él”. De hecho, Clements tenía una carrera brillante por delante, incluido el título de caballero.
En un artículo de 2016 para Criterion, el crítico Michael Sragow señala que “entre 1935 y 1940, cuando ( Graham) Greene era el crítico de cine de The Spectator y del breve semanario Night and Day, ninguna película de espías obtuvo mayores elogios de su parte... Caballero sin armadura... (Greene describió la película como) "un melodrama del tipo más atractivo, el heroico sueño de cumplimiento de deseos de la adolescencia en todo el mundo". Pero a él le encantaba de todos modos. Utilizando uno de los términos más elogiosos de su léxico crítico, Greene lo calificó como "un thriller de primera clase". “La reseña completa de Greene aparece al final del artículo.
La reseña de Variety fue un tanto desfavorable: "Un esfuerzo laborioso por mantener esta imagen neutral sobre el tema de la Revolución Rusa finalmente eclipsó por completo la sencilla historia de amor que entrelaza a Marlene Dietrich y Robert Donat... Las actuaciones en general son buenas, aunque Dietrich restringe ella misma a lucir glamorosa en cualquier escenario o disfraz".
A Dietrich le habían prometido 250.000 dólares más el 10% de las ganancias brutas por sus esfuerzos. La extravagancia habitual de Korda resultó en un presupuesto de 350.000 dólares, gran parte del cual se gastó en decorados y vestuario auténticos, y la película no obtuvo ganancias. Korda no pudo pagarle a Dietrich en su totalidad, pero aceptó renunciar al resto si Korda contrataba a Josef von Sternberg para dirigir I, Claudius. 

## Otras lecturas
- Street, Sarah (2005). «Sets of the imagination: Lazare Meerson, set design and performance in Knight Without Armour (1937)». Journal of British Cinema and Television (Edinburgh University Press) 2 (1): 18-35. doi:10.3366/jbctv.2005.2.1.18.